# Caldelas, Sequeiros e Paranhos
Caldelas, Sequeiros e Paranhos (oficialmente: União das Freguesias de Caldelas, Sequeiros e Paranhos) é uma freguesia portuguesa do município de Amares, com 11,37 km² de área e 1125 habitantes (censo de 2021). A sua densidade populacional é 98,9 hab./km².

## História
Foi constituída em 2013, no âmbito de uma reforma administrativa nacional, pela agregação das antigas freguesias de Caldelas, Sequeiros e Paranhos com sede em Caldelas.

## Demografia
A população registada nos censos foi:
| Distribuição da População por Grupos Etários | Distribuição da População por Grupos Etários | Distribuição da População por Grupos Etários | Distribuição da População por Grupos Etários | Distribuição da População por Grupos Etários | Distribuição da População por Grupos Etários |
| -------------------------------------------- | -------------------------------------------- | -------------------------------------------- | -------------------------------------------- | -------------------------------------------- | -------------------------------------------- |
| Antes da agregação                           |                                              |                                              |                                              |                                              |                                              |
| Ano                                          | 0-14 anos                                    | 15-24 anos                                   | 25-64 anos                                   | >= 65 anos                                   | Total                                        |
| 2001                                         | 211                                          | 220                                          | 715                                          | 295                                          | 1441                                         |
| 2011                                         | 130                                          | 133                                          | 628                                          | 296                                          | 1187                                         |
| Após a agregação                             |                                              |                                              |                                              |                                              |                                              |
| Ano                                          | 0-14 anos                                    | 15-24 anos                                   | 25-64 anos                                   | >= 65 anos                                   | Total                                        |
| 2021                                         | 98                                           | 106                                          | 536                                          | 385                                          | 1125                                         |